# Eragrostis variegata
Eragrostis variegata är en gräsart som beskrevs av Friedrich Welwitsch och Alfred Barton Rendle. Eragrostis variegata ingår i släktet kärleksgrässläktet, och familjen gräs.
Artens utbredningsområde är Angola. Inga underarter finns listade i Catalogue of Life.